# Județul Cahul (antebelic)
Județul Cahul (până în 1835 – județul Leova) a fost o unitate administrativ teritorială în cadrului Imperiului Rus, Principatului Moldovei și României.
Ca entitate administrativ-teritorială distinctă județul Cahul a fost înființat la 26 septembrie 1830, prin divizarea ținutului Ismail în două unități teritoriale separate: Administrației speciale a orașului Ismail și județul Leova (cu excepția unor localități transferate în județul Bender).
Potrivit Decretului imperial nr. 8683 din 18 decembrie 1835, centrul județean și judecătoria județului Leova se transferă în localitatea Frumoasa, fiind redenumită în orașul Cahul.
În rezultatul războiului Crimeei (1853-1856) și a Păcii de la Paris din 30 martie 1856, teritoriul de sud-vest al oblastului Basarabiei, limitrof Dunării, a fost retrocedat Principatului Moldova.
În cadrul Principatului Moldova (1856-1859), apoi, în al Principatelor Unite Române și a României (1859-1878), teritoriul retrocedat a fost, printr-o lege din 29 iulie 1865, județul Cahul și-a păstrat entitatea administrativ-teritorială.
În urma altui război ruso-turc din anii 1877-1878 în rezultatul semnării Tratatului de pace de la Berlin (1 iulie 1878), teritoriul basarabean retrocedat României la 1856 a fost reanexat la Imperiul Rus, în pofida insistenței delegației române.